# Ivan Svitlichny
Ivan Oleksiyovych Svitlichny (Svetlichny; en ucraniano:  Іва́н Олексі́йович Світли́чний; Polovynkino, 20 de septiembre de 1929- Kiev, 25 de octubre de 1992) fue un poeta y crítico literario ucraniano, y disidente soviético.

## Biografía
Ivan Svitlichny nació el 20 de septiembre de 1929 en Polovykino, Óblast de Lugansk, en el seno de una familia de campesinos.
En 1952, de tituló en filología en la Universidad de Járkov. En 1954, obtuvo su doctorado en el Instituto de Literatura Shevchenko en Kiev. Entre 1954 y 1965, trabaje como editor en la revista literaria Dnepr.
Svitlichny se hizo colega del poeta Vasyl Symonenko y le ayudó a circular sus poemas en samizdat (literatura mecanografiada) y magnitizdat (grabaciones en cintas de audio no oficiales). La poesía de Svitlichny, a su vez, fue traducida al ruso por el disidente Yuli Daniel.
A comienzos de la década de 1960, Svitlichny fue uno de los fundadores del Club de Jóvenes Creativos en Kiev. Este club conformado por intelectuales ucranianos de izquierda, estaba siendo vigilada de cerca por la rama ucraniana de la KGB. En agosto de 1965, Svitlichny fue arrestado por su participación en el club, y fue encarcelado por un año en un campo de trabajos forzados.
En enero de 1971, Svitlichny fue arrestado junto con 18 personas, por sus vínculos con el caso de Yaroslav Dobosh. Dobosh era un belga de 24 años con raíces ucranianas, quién había sido reclutado por una organización nacionalista ucraniana, que distribuía literatura anticomunista en el país. Svitlichny estaba entre los principales contactos de Dobosh. Fue condenado a siete años de trabajos forzafos, y a cinco años de exilio. Cumplió su condena en el campo de trabajo Perm-35.

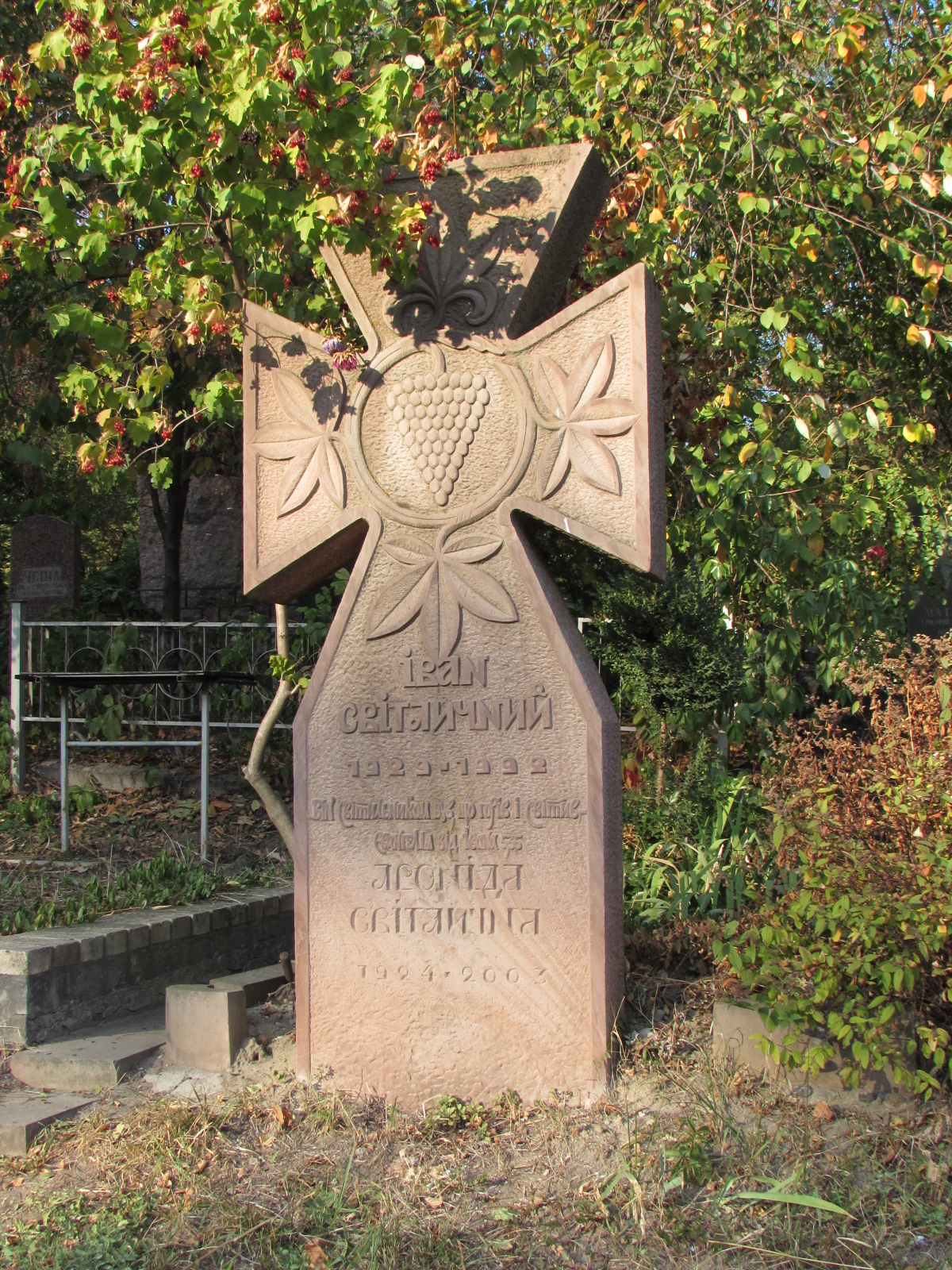
Tumba de Svitlichny en el Cementerio de Baikove

En 1977, el físico nuclear y activista soviético Andréi Sájarov incluyó el nombre de Svitlichny en una apelación hacia el Presidente de los Estados Unidos, Jimmy Carter.
Svitlichny fue puesto en libertad en 1983. Sin embargo, durante su encarcelamiento sufrió un derrame cerebral tan grave, al punto de que en los últimos tres años de su vida estaba completamente inmovilizado, y era incapaz de hablar.
Ivan Svitlychny falleció el 25 de octubre de 1992. Fue enterrado en el Cementerio de Baikove, en Kiev.
En 1978, Svitlychny fue nombrado miembro del PEN Club Internacional, y en 1990, fue miembro del Sindicato de Escritores en Ucrania. En 1989, Svitlychny fue condecorado con el Premio Vasyl Stus. En 1994, recibió póstumamente el Premio Nacional Shevchenko.
Svitlichny fue hermano de la disidente y activista de derechos humanos, Nadiya Svitlychna.